# マリク
マリク（アラビア語: ملك, malik, マリク、複数形: ملوك, mulūk, ムルーク）は、アラビア語で王を意味する名詞ならびに称号で、イスラム圏で人名としても使われる。
女性形はマリカ（アラビア語: ملكة, malikah ないしは malika）となり、女性が王位に就く慣習のない現代のイスラム圏ではもっぱら「王妃」を意味するが、古代の中東に複数存在した女王（女性統治者）や非イスラム諸国の「女王」については「マリカ」と表現するのが一般的である。
なお、定冠詞付きのアル＝マリク（الملك, al-Malik）はアッラーフの99の美名のうちの1つである。

## マリクの称号
マリクとは一般的に支配者という意味で、中東における君主号のひとつである。クルアーンにおいて「神のみが王である」という記述がある一方で、イスラム教の預言者ムハンマドの死後、カリフによるアラブ一帯の統治がなされるようになると、マリクは非イスラムの支配者を意味するようになった。しかし、イスラム支配者であったウマイヤ朝のカリフは非イスラム王権を行使するが故に、ウマイヤ朝の君主はカリフではなく、マリクであるとされる。
アッバース朝の最盛期であった9世紀以降、アラビアでは旧サーサーン朝の支配領域に複数の王朝が成立するようになるが、それらの君主はマリク、ないしペルシア帝国の『大王』をペルシャ語で意味するシャーなどの君主号を用いるようになった。
11世紀以降に成立したセルジューク朝では、君主号はスルターンとするのが一般的になったが、それとともにマリクの称号も併称されるようになった。20世紀に入り、中東のイスラム圏においていくつもの王国が樹立され、国王の称号としてマリクが採用された。しかし、第2次世界大戦以降は中東のイスラム小王国は次々と崩壊し、マリクの称号の地位も低下していった。

## マリクを称する現役の国王・王妃
2016年7月時点で、マリクを称する現役の国王は世界に4名いる。以下、マリクに就任した時期の早い順に並べる。
- アブドゥッラー2世 - 1999年2月より、ヨルダンの国王（マリク）。
- ムハンマド6世 - 1999年7月より、モロッコの国王（マリク）。
- ハマド・ビン・イーサ・アール・ハリーファ - 2002年2月より、バーレーンの国王（マリク）。1999年3月から2002年2月までは、首長（アミール）であった。
- サルマーン・ビン・アブドゥルアズィーズ - 2015年1月より、サウジアラビアの国王（マリク）。

上記国王の存命の配偶者が、現役のマリカとなる。以下、配偶者の国王がマリクに就任した時期の早い順に並べる。
- ラニア王妃 - 1999年2月より、ヨルダンの王妃（マリカ）。アブドゥッラー2世とは、王位就任前から婚姻関係にある。フセイン皇太子（アラビア語版、英語版）の母。
- ラーラ・サルマ王妃 - ムハンマド6世と結婚した2002年3月より、モロッコの王妃（マリカ）。ムーレイ・ハサン皇太子（アラビア語版、英語版）の母。
- サビーカ王妃（アラビア語版、英語版） - 2002年2月より、バーレーンの王妃（マリカ）。ハマド・ビン・イーサとは、ハマドが王位に就任する前の1968年10月から婚姻関係にあり、糟糠の妻である。サルマーン皇太子（アラビア語版、英語版）の母。
- サーラ王妃 (Sarah bint Faisal Al Subai'ai) - 2015年1月より、サウジアラビアの王妃（マリカ）。サルマーンの2番目[1]の妻。サウード王子 (Saud Bin Salman Bin Abdulaziz) の母だが、彼の異母弟であるムハンマド・ビン・サルマーン副皇太子の方が王室内での序列は高い。
- ファハダ王妃 (Fahda bint Falah bin Sultan Al Hithalayn) - 2015年1月より、サウジアラビアの王妃（マリカ）。サルマーンの3番目[2]の妻。ムハンマド・ビン・サルマーン副皇太子の母。国王自身を除くと王室内で序列筆頭のムハンマド・ビン・ナーイフ皇太子はサルマーンの息子ではなく甥（サルマーンの同母兄ナーイフの息子）なので、これは、序列第2位のムハンマド・ビン・サルマーン副皇太子が、存命の異母兄3人[3]を差し置いて兄弟間での序列筆頭の地位にあることを意味する。